# Eingestimmt
Eingestimmt heißt das Gesangbuch des Katholischen Bistums der Alt-Katholiken in Deutschland. Es wird auch in der Altkatholischen Kirche Österreichs verwendet.
Eingestimmt wurde nach einer Befragung der alt-katholischen Gemeinden Deutschlands von einem diözesanen Ausschuss erarbeitet und 2003 vom Katholischen Bistum der Alt-Katholiken im Eigenverlag herausgegeben. Es löste das Gesangbuch Lobt Gott, ihr Christen von 1986 ab, das im Umfang kleiner, in der Aufmachung bescheidener und im Notenbild disparat gewesen war. 
Das neue Gesangbuch enthält Lieder, Liedrufe, Psalmen, Gebetstexte und Gottesdienstordnungen – insgesamt 950 Nummern. 2015 kam eine zweite, überarbeitete und ergänzte Auflage heraus, die nun 999 Nummern enthält. Den Grundstock bilden, wie schon im Vorgängerbuch, Lieder und Psalmen aus dem Gotteslob. Sie werden ergänzt durch Lieder der älteren evangelischen Tradition sowie Neue Geistliche Lieder und Taizé-Gesänge. Soweit vorhanden, wurden die Fassungen der Arbeitsgemeinschaft für ökumenisches Liedgut übernommen. Mehrere Texte und Melodien stammen von neueren altkatholischen Autoren. Anders als im Gesangbuch von 1986 wurden auch einige beliebte Lieder aus dem 19. Jahrhundert in überarbeiteten Fassungen wieder aufgenommen.
Von den neueren Melodien sind viele mit Akkordsymbolen versehen.

## Bibliographische Angaben
- Katholisches Bistum der Alt-Katholiken in Deutschland (Hrsg.): Eingestimmt. Gesangbuch des Katholischen Bistums der Alt-Katholiken in Deutschland. 2. verbesserte und erweiterte Auflage. Alt-Katholischer Bistumsverlag, Bonn 2015, ISBN 978-3-934610-53-8.